# Ana Šimičová
Ana Šimičová (chorvatsky: Ana Šimić; * 5. května 1990 Gradačac, Bosna a Hercegovina) je chorvatská atletka, jejíž specializací je skok do výšky.

## Sportovní kariéra
V roce 2007 se zúčastnila MS do 17 let v Ostravě, kde se ji nepodařilo postoupit z kvalifikace. Do finále nepostoupila také na juniorském mistrovství světa v Bydhošti v roce 2008 i na ME juniorů 2009 v srbském Novém Sadu.
Sítem kvalifikace neprošla rovněž na evropském šampionátu v Barceloně v roce 2010 a na halovém ME 2011 v Paříži, kde obsadila celkové 20. místo. Do finálových bojů poprvé postoupila na ME do 23 let v Ostravě v roce 2011, kde ve finále překonala 190 cm a skončila na 7. místě. V témže roce skončila jedenáctá na světové letní univerziádě v čínském Šen-čenu.
V roce 2012 se zúčastnila všech atletických vrcholů halové i letní sezóny. Na halovém MS v Istanbulu, evropském šampionátu v Helsinkách i na Letních olympijských hrách v Londýně se však nedokázala probojovat do finálových soubojů o medaile.
V roce 2013 vybojovala v Istanbulu zlatou medaili na halovém mistrovství balkánských zemí. Ve finále si vylepšila osobní rekord v hale na 193 cm. Na halovém evropském šampionátu v Göteborgu překonala v kvalifikaci 189 cm, což k postupu do osmičlenného finále nestačilo a skončila na děleném 11. místě. 21. května 2013 v Pekingu si vylepšila osobní maximum na 195 cm. Na konci června získala zlato na Středomořských hrách v tureckém Mersinu. O zlatou medaili se podělila s domácí výškařkou Burcu Ayhanovou, když obě zdolaly 192 cm. Na výšce 194 cm i na následném rozeskakování již obě neuspěly a domluvily se na zlatě. Dalšího zlepšení dosáhla 10. července na Memoriálu Ištvána Gyulaie v Budapešti, kde zvítězila výkonem 196 cm. Na halovém MS 2014 v Sopotech skončila v kvalifikaci na předposledním, 16. místě, když třikrát neuspěla na výšce 192 cm.

### Osobní rekordy
- hala – 195 cm – 8. února 2015, Beskydská laťka
- venku – 199 cm – 17. srpna 2014, Curych